# 国際連合安全保障理事会決議1593
国際連合安全保障理事会決議1593（こくさいれんごうあんぜんほしょうりじかいけつぎ1593、英: United Nations Security Council Resolution 1593）は、2005年3月31日に国際連合安全保障理事会で採択されたスーダン・ダルフール情勢に関する決議。略称はUNSCR1593

## 概要
国連安保理決議1593は、ダルフール情勢の解決を求め、国連憲章第7章下の行動として理事会史上初めて国際刑事裁判所（ICC）に案件の付託を決めたもの。スーダン政府に対するICCの管轄権の行使を認める一方で、同法廷の設立条約である国際刑事裁判所ローマ規程の非締約国である周辺国（アフリカ連合諸国その他）に対しては、各国固有の専属管轄権の保持を認めた。決議は賛成11：反対0：棄権4（アルジェリア、ブラジル、中国、米国）で採択された。

## 解説
採択の同日に国連安保理が発表した報道資料によると、決議の内容は次の通り。
- 2002年7月1日以降のダルフールでの事態に関する案件をICCの検察官に付託
- スーダン政府及びすべての当地紛争当事者に対し、ICCおよび同裁判所検察官へのあらゆる支援を含む完全な協力を要請
- 理事会または（アフリカ連合）AUが承認した活動において疑われる行為もしくは過失を行った、スーダン領外のローマ規程の非締約国の市民ならびにすべての政府関係者および部隊関係者（現役か否かによらず）は、当該国からの明示的な権利放棄がなされない限り、部隊派遣国の専属管轄権に服するものとすることを決定
- ICCに対し、ローマ規程に基づきダルフール領内での法の支配の促進、人権の保護と、免責の撤廃を目指し各国、とくにAU諸国との捜査協力等、具体的な協力の枠組み構築に質する協力関係を推進するよう奨励
- 真実和解委員会等、スーダン社会全体の和解と融和を目指す機構を設置する必要性を強調